# Edith Maud Hull

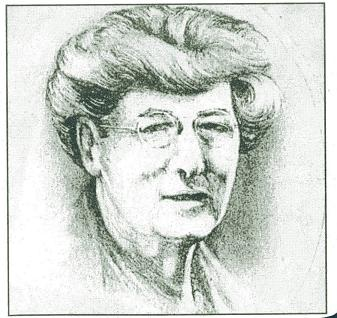
Edith Maud Hull

Edith Maud Hull (* 16. August 1880 in Hampstead, London als Edith Maud Henderson; † 11. Februar 1947 in Hazelwood, Derbyshire) war eine britische Schriftstellerin. Sie schrieb Liebesromane und ist besonders für ihren Bestseller The Sheik (1919) bekannt, der 1921 mit Rudolph Valentino und Agnes Ayres verfilmt wurde.

## Leben und Werk
Hull war die einzige Tochter der Kanadierin Katharine (Katie) Henderson, geb. Thorne und von James Henderson, einem Schiffseigner aus Liverpool. Bereits in ihrer Jugend bereiste sie Algerien. 1899 heiratete sie die Agrarwissenschaftler Percy Winstanley Hull (* 1869), mit dem sie zunächst in Surrey lebte, bevor er das elterliche Gut in Derbyshire („Knowle“) übernahm, wo er dann unter anderem Schweine züchtete. 1902 wurde eine Tochter, Cecil Winstanley Hull, geboren.
Als ihr Mann im Ersten Weltkrieg Soldat wurde, begann Hull, Romane zu schreiben. Ihr Erstling, The Sheik, erschien 1919 kurz hintereinander in England und in den USA und erwies sich als Bestseller. Die amerikanische Famous Players-Lasky Corporation produzierte eine Verfilmung des Romans mit Agnes Ayres und Rudolph Valentino in den Hauptrollen. Der Film kam am 21. Oktober 1921 in die Kinos und wurde Valentinos größter Erfolg. Auch Hulls 1922 erschienene Fortsetzung The Sons of the Sheik wurde mit Valentino verfilmt (Der Sohn des Scheichs, 1926).
1924 besuchte Hull Algerien ein zweites Mal und veröffentlichte über diese Reise anschließend ein Buch Camping in the Desert.
Hull mied die Öffentlichkeit und verstarb in Derbyshire im Alter von 66 Jahren.

## The Sheik

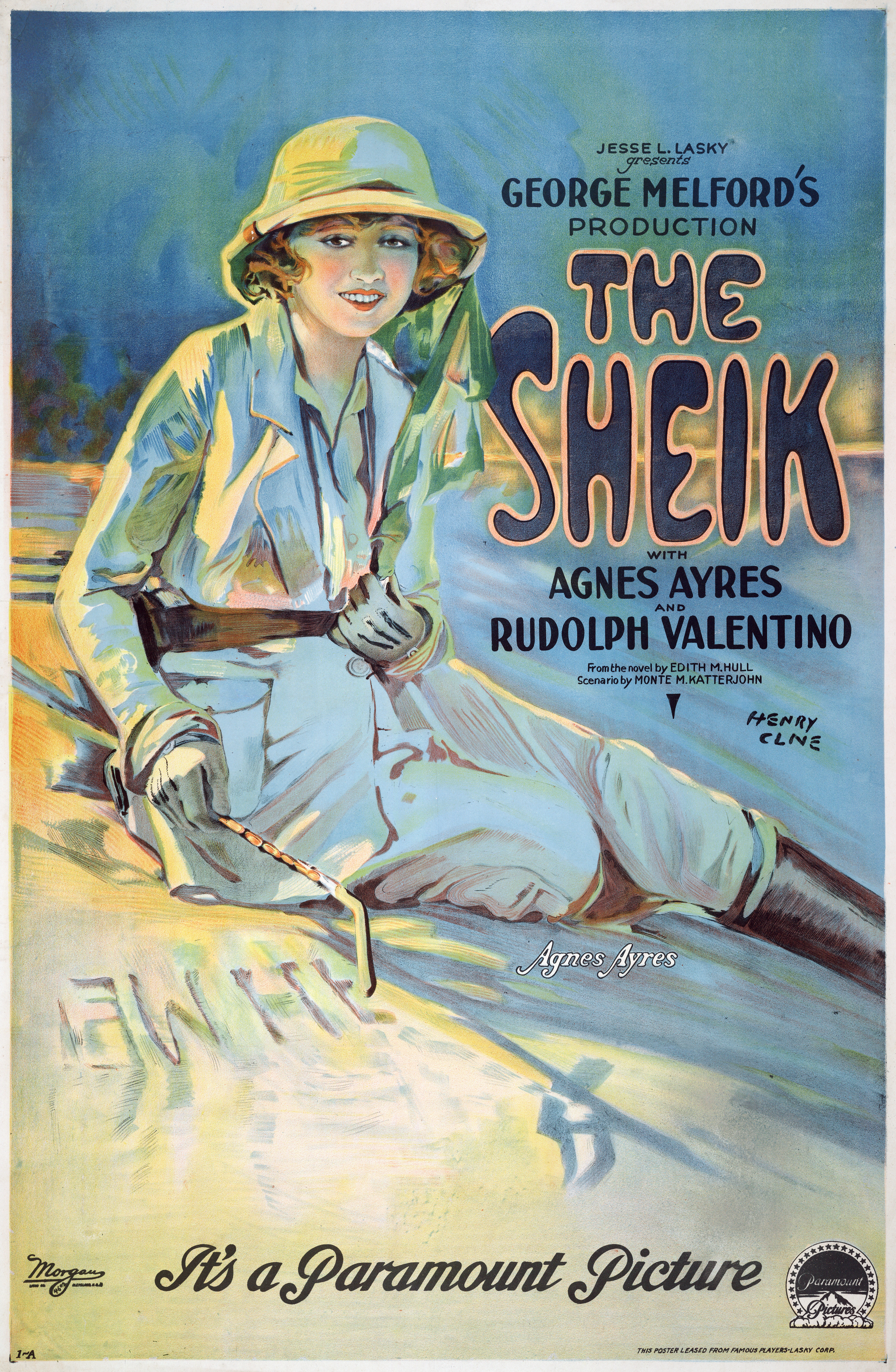
The Sheik (Filmplakat)

Hulls Roman The Sheik (1919) erzählt die Geschichte der schönen Diana Mayo, die sich im oberflächlichen Leben der englischen Aristokratie langweilt und darum zu einer Reise zu Pferde durch die Wüste Algeriens aufbricht. Schon am zweiten Tag wird sie gekidnappt. Ihr Kidnapper ist der machtvolle und gutaussehende Scheich Ahmed Ben Hassan, dem sie zu widerstehen versucht, in den sie sich aber verliebt.
Ahmed hatte Dianas Entführung schon lange im Voraus geplant, seine Liebe zu ihr erkennt er jedoch erst, als ein Rivale sie aus seiner Obhut entführt. Er ist, was Diana zunächst nicht weiß, nicht der leibliche Sohn des vorigen Scheichs, sondern das Kind einer Spanierin, die vor ihrem brutalen britischen Ehemann Reißaus nahm und im Wüstenlager des alten Scheichs Zuflucht fand. Nach dem Tod der Spanierin zog der Scheich Ahmed als seinen eigenen Sohn heran.
Ahmed befreit Diana aus der Gefangenschaft seines Rivalen, ist mit sich selbst mittlerweile aber im Unreinen und geht zu Diana auf Distanz, weil er fürchtet, dass sie mit einer brutalen Person wie ihm nicht glücklich werden kann. Erst als Diana aus Verzweiflung über seine erneute Unnahbarkeit einen Selbstmordversuch unternimmt, finden die Liebenden zueinander.

## Veröffentlichungen
Originalausgabe, wenn nicht anders vermerkt, beim Verlag Eveleigh Nash.
Romane
- 1919 – The Sheik (Projekt Gutenberg: The Sheik. Abgerufen am 26. Juli 2016. The Sheik (Librivox-Audiobuch). Abgerufen am 5. August 2016.)

* deutsch: Der Scheich (Verlag: E. Keils, 1927; deutsch auch unter dem Titel Die Entführung)
- 1921 – The Shadow of the East
- 1922 – The Sons of the Sheik
- 1923 – The Desert Healer
- 1928 – The Lion-Tamer
- 1931 – The Captive of the Sahara (Verlag: Methuen)
- 1939 – The Forest of Terrible Things (Verlag: Hutchinson; in den USA: Jungle Captive)

Reisebericht
- 1926 – Camping in the Sahara (eingeschränkte Vorschau in der Google-Buchsuche)